# Drozdoń boniński
Drozdoń boniński (Zoothera terrestris) – gatunek małego wymarłego ptaka z rodziny drozdowatych (Turdidae). Występował endemicznie na wyspie Chichi-jima z archipelagu wysp Bonin.

## Okazy muzealne
Gatunek znany i opisany na podstawie pięciu okazów, które przywiózł z podróży Heinrich von Kittlitz w 1828 roku. Obecnie znajdują się one w muzeach w Lejdzie, Petersburgu (2 okazy), Wiedniu oraz Frankfurcie.

## Morfologia
Według oryginalnego opisu długość ciała wynosiła ok. 16,5 cm, w tym ogona ok. 5 cm i dzioba 2,54 cm. Długość skrzydła u okazu z muzeum w Lejdzie wynosi ok. 9,7 cm, dzioba ok. 5,2 cm. Wierzch ciała oliwkowobrązowy. Kuper, pokrywy nadogonowe i ogon kasztanowe. Gardło, broda, pierś i środek brzucha białawe, pokryte brązowymi plamkami. Dziób i nogi szare.

## Wymarcie
Gdy jeden z ornitologów odwiedził wyspę w 1889 roku, nie zaobserwował już drozda bonińskiego, nie stwierdzono go też w latach późniejszych. Wielorybnicy zaczęli używać tej wyspy w latach 30. XIX w. Prawdopodobnie do wymarcia gatunku przyczyniły się zawleczone tam koty i szczury.